# Hermann Hartleb

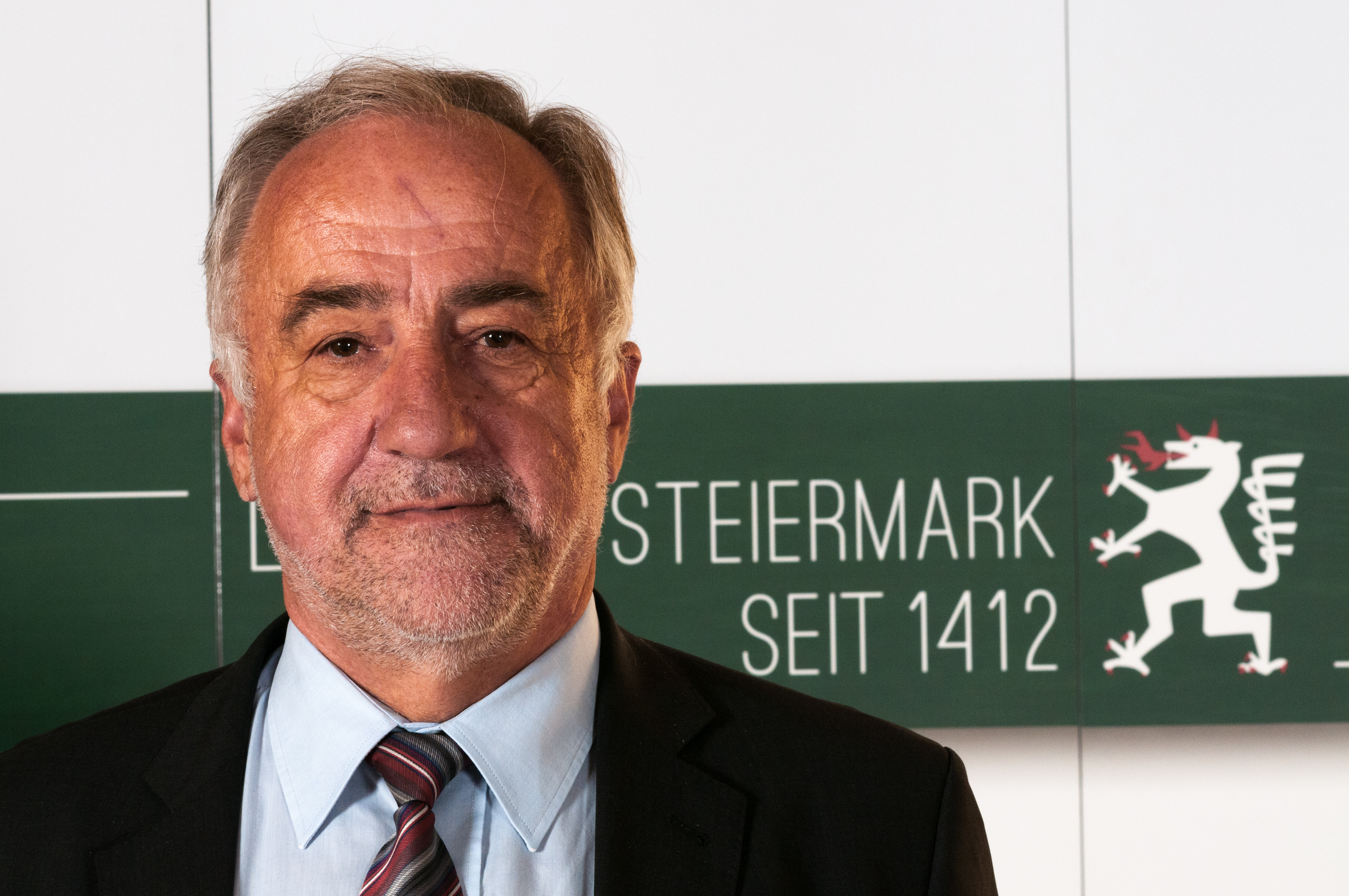
Hermann Hartleb, 2016

Hermann Hartleb (* 1953) ist ein österreichischer Politiker der Österreichischen Volkspartei (ÖVP). Er war von 2012 bis 2018 Abgeordneter zum Steiermärkischen Landtag, wo er die Nachfolge von Peter Rieser, der dem Landtag 14 Jahre lang angehörte, antrat und Kommunalpolitiker. Im Landtag war er Sprecher für Landentwicklung und Tourismus.

## Politik
Hartleb war in seiner Jugend Vorsitzender der Jungen ÖVP. Von 1985 an gehörte er dem Gemeinderat der Gemeinde St. Georgen ob Judenburg an und wurde 1999 zum Bürgermeister gewählt. Bei den Gemeinderatswahlen in der Steiermark 2015 trat er wieder als Spitzenkandidat in seiner Heimatgemeinde an.
Er ist darüber hinaus Bezirksparteiobmann der ÖVP im Bezirk Murtal sowie Obmann der Landentwicklung Steiermark.
Am 24. April 2012 wurde Hartleb im Landtag angelobt. Seine erste Rede im Landtag hielt er am 19. Juni 2012 zum Thema „Bericht über Entwicklungen in der Europäischen Union“.
Hartleb ist zudem im Regionalvorstand der Regionalmanagement Obersteiermark West GmbH (ROW) tätig.
Im Oktober 2018 folgte ihm Friedrich Reisinger als Landtagsabgeordneter nach. Zu seinem Nachfolger als Bezirksobmann der ÖVP Murtal wurde 2022 Bruno Aschenbrenner gewählt.

## Ausbildung und Beruf
Hartleb hat den Beruf des Bäckers und Konditors erlernt und die Meisterprüfung als Konditor abgelegt. Heute ist er selbständiger Versicherungsmakler und hat sein Büro in Judenburg.

## Privates
Hartleb lebt in einer Lebensgemeinschaft und hat zwei erwachsene Söhne.